# Ludo Waltman
Ludo Waltman és un investigador en bibliometria i cienciometria neerlandès, director adjunt del Centre for Science and Technologiy Studies (CWTS) de la Universitat de Leiden, Països Baixos.
Inicià els seus estudi de doctorat en economia, juntament amb Nees-Jan van Eck, a la Universitat Erasme de Rotterdam. Tots dos havien desenvolupat un mètode per visualitzar similaritats entre objectes, que resultava molt rellevant per fer mapes i paisatges de desenvolupaments científics. Funcions que resultaven molt útils per a la cienciometria i la bibliometria. L'octubre de 2008 assistiren a unes conferències d'Anthony F.J. van Raan del CWTS de la Universitat de Leiden qui de seguida valorà el talent d'aquells dos joves investigadors. A final d'aquell curs ja els va proposar d'entrar a treballar al CWTS i continuar simultàniament el doctorat a Rotterdam. El seu treball en el Centre for Science and Technology Studies contribuí en gran manera a la promoció de la pròpia institució. Són destacables dues aportacions. La primera fou la correcció del càlcul de l'índex Crown, indicador bibliomètric insígnia del CWTS, el qual pretenia normalitzar el nombre de citacions rebudes per les publicacions en un cert periode de temps per un grup específic d'investigació respecte a la densitat de citació en un camp rellevant de coneixement. Waltman demostrà que les bases matemàtiques de l'índex no eren les millors possibles i proposà una nova aproximació. La segona va ser el llançament de VOS-viewer, un programari informàtic per fer mapes bibliomètrics que visualitzaven els camps científics i la seva evolució. Finalment, el 2011, el mateix dia, defensaren tots dos les sengles tesis a la Universitat Erasme de Rotterdam.
El 2012 i 2013 Waltman i van Eck desenvolupen un nou mètode matemàtic que detectava comunitats de recerca (clústers) dins de xarxes gegantines de citacions de publicacions. El 2014 van presentar el CitNetExplorer, un programari informàtic que era una nova eina per analitzar i visualitzar xarxes de citacions. Mitjançant classificacions algorítmiques de publicacions apareixien nous temes d'interès que interactuaven entre ells. Més cap aquí, Waltman, s'ha centrat en l'ús d'informació quantitativa per donar suport a les polítiques de recerca i en la importància de dotar-se d'un marc teòric per interpretar els resultats de la cienciometria i la bibliometria. I darrerament ha dedicat esforços a les fonts de dades obertes i a les iniciatives de citacions obertes com a element central de la difusió de l'accés obert en ciència. D'aquí que sigui l'editor en cap de la revista en accés obert Quantitative Science Studies. El 2018 fou nomenat professor d'Estudis quantitatius de ciència de la CWTS.
Waltman és el coordinador del CWTS Leiden Ranking, rànquing bibliomètric d'universitats de tot el món.
El 2021 li ha estat lliurada pel jurat de la International Society for Scientometrics and Informetrics i la revista Scientometrics el màxim guardó en el camp de recerca dels gestors d'informació: la Medalla Derek de Solla Price.